# 28662 Ericduran
28662 Ericduran è un asteroide della fascia principale. Scoperto nel 2000, presenta un'orbita caratterizzata da un semiasse maggiore pari a 2,5374255 UA e da un'eccentricità di 0,0628035, inclinata di 1,64722° rispetto all'eclittica.